# 초본식물

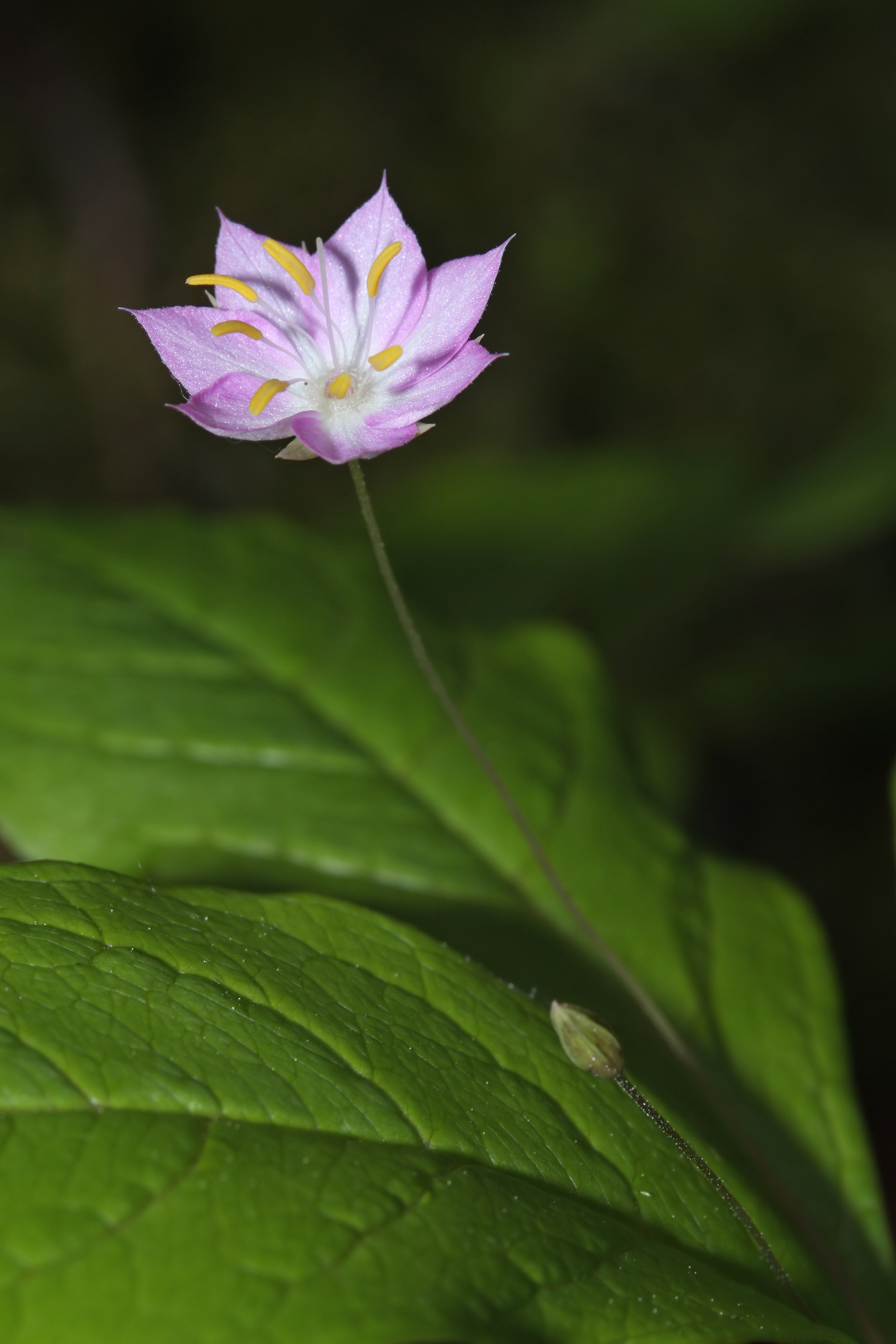
태평양기생꽃의 모습

초본식물(草本植物, herbaceous plants) 또는 풀은 줄기에 목재를 형성하지 않는 식물이다. 한해살이, 두해살이, 여러해살이 등에서 발견된다.
일반적으로 초본식물은 목본식물에 비해 매우 작지만, 파초속(바나나가 속하는 속) 식물처럼 어지간한 관목보다 크게 자라는 초본식물도 있다. 줄기 속이 비어 있고 잘 발달한 기계 조직을 가진 딱딱한 잎이 나는 벼과의 초본식물은 특히 화본식물(grass)이라고 한다. 
초본 식물에서 나는 열매는 채소라고 부르며, 토마토, 바나나, 수박, 딸기 등의 풀에서 나는 재배 작물은 모두 채소로 분류된다. 이와 같이 실질적으로는 채소로 분류되지만 일상적으로 과일로 분류되는 채소들을 '과채류'라고 한다. 반대로 민간에서 이야기하는 '과일'은 목본 식물에서 열리는 열매를 지칭한다.
지상부(땅 윗부분)가 1년 또는 2년 안에 죽고 , 줄기의 관다발에 있는 형성층이 1년으로 그 기능이 정지되며, 처음에 생긴 물관부 밖에는 2차적으로 생기지 않으므로 비대 성장하지 않는다.
지상부뿐만 아니라 지하부(땅 아랫부분)도 1년 만에 죽는 것을 한해살이풀(나팔꽃, 옥수수 등)이라고 한다. 이는 일생에 한 번만 꽃을 피우고 열매를 맺는다. 종자에서 발아한 풀이 겨울을 보내고 이듬해 봄에서 가을에 꽃과 열매를 맺는 것을 두해살이풀(시금치 등)이라고 한다. 이 중 해를 넘겨도 12개월 내에 시드는 식물을 한해살이풀이라고 하는 경우도 있는데, 이 때에는 그 해 중에 시드는 것을 '하생(夏生)년생 초본'이라 하여 해를 넘기는 식물과 구별한다. 이에 비해 지하부가 몇 해 이상 여러 해에 걸쳐 생존하면서 한살이 동안 몇 차례 이상 꽃과 열매를 맺는 것을 여러해살이풀(은방울꽃, 자리공 등) 또는 숙근초(宿根草)라고 하며, 지하부와 지상부가 모두 살아 있는 상태로 겨울을 나는 여러해살이풀을 상록 초본이라고 한다.
한해살이풀과 두해살이풀은 뿌리가 수염 모양으로 난 것이 많으나 여러해살이풀은 땅 아래 부분에 뿌리, 줄기, 잎이 변형된 덩이뿌리, 덩이줄기, 뿌리줄기, 비늘줄기가 있으며 양분을 저장하는 것이 많다. 야자나무과나 대나무 등은 본질적으로 풀에 속하는데 지상부가 몇 년 이상 살기 때문에 나무처럼 보이지만, 비대 성장하지 않기 때문에 나무가 아니라 특수한 풀이라고 할 수 있다. 분류학적으로 초본과 목본이 같은 분류군에 속한 경우도 있다(국화과, 콩과 등).